# Zygmunt Policiewicz

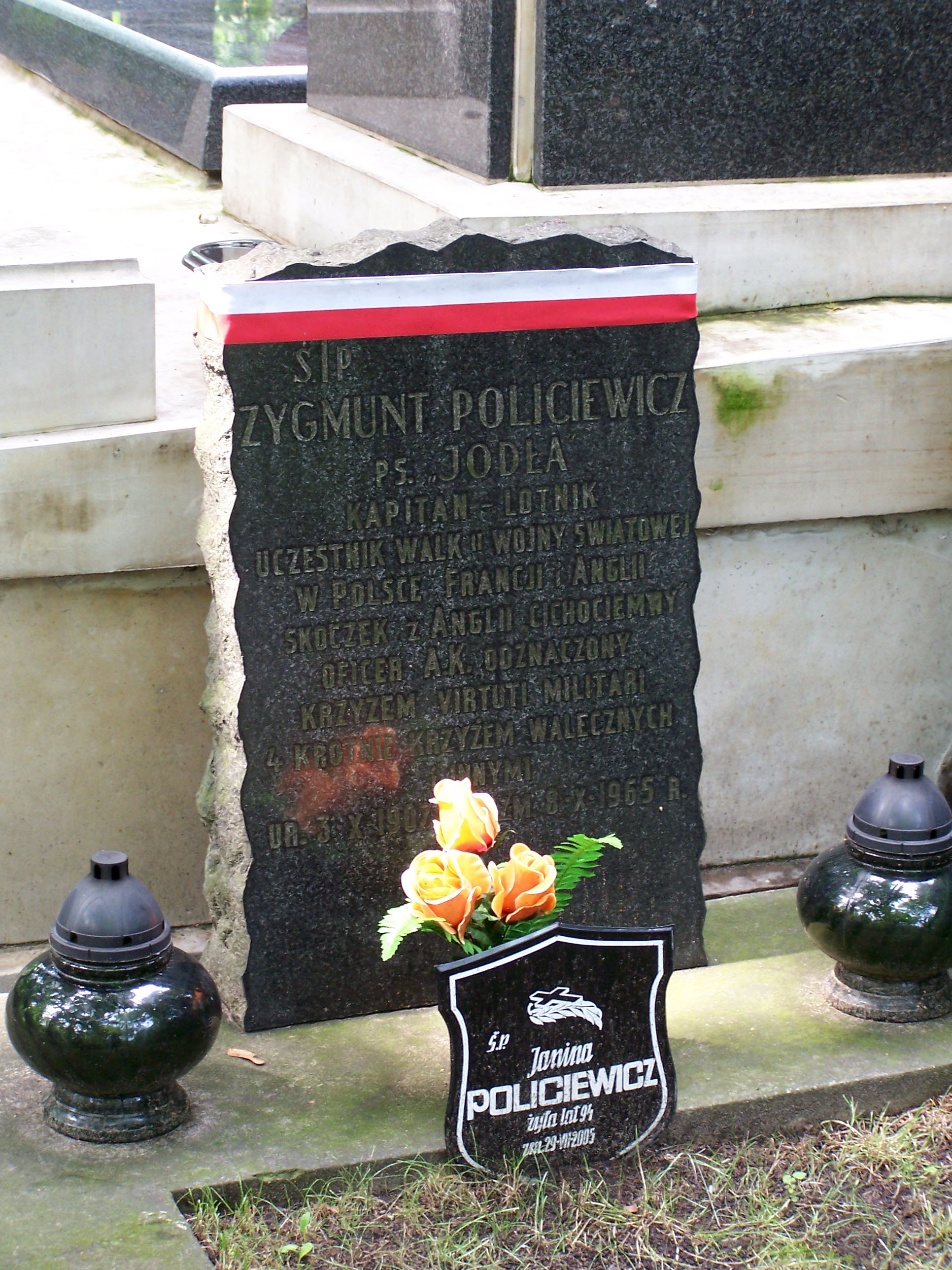
Grób Zygmunta i Janiny Policiewiczów na warszawskich Powązkach

Zygmunt Franciszek Policiewicz vel Zygmunt Marek pseud.: Świerk, Jodła (ur. 3 października 1907 w Biskupicach albo w Brwilnie, zm. 8 października 1965 w Warszawie) – kapitan lotnictwa Wojska Polskiego, Polskich Sił Zbrojnych i Armii Krajowej, cichociemny, kawaler Krzyża Srebrnego Orderu Wojennego Virtuti Militari.

## Życiorys
W 1931 roku zdał maturę, uczęszczając wcześniej do Gimnazjum im. Stanisława Małachowskiego i Gimnazjum im. Feliksa Fabianiego w Radomsku. Kontynuował naukę w szkołach wojskowych: Szkole Podchorążych Rezerwy Piechoty w Różanie, Szkole Podchorążych Piechoty w Ostrowi Mazowieckiej i Szkole Podchorążych Lotnictwa w Dęblinie. Później ukończył również kurs łączności w Zegrzu (1936) i Szkołę Nauk Politycznych (1938).
Od 1933 roku służył w 1 pułku lotniczym: w 11 eskadrze liniowej i 13 eskadrze towarzyszącej jako obserwator eskadry, następnie jako oficer techniczny (1936–1937) i jako bombardier (obserwator bombowy eskadry) w 211 Eskadrze Bombowej.
We wrześniu 1939 roku służył w 4 dywizjonie Brygady Pościgowej. Razem z dywizjonem przekroczył granicę polsko-rumuńską 23 września 1939 roku. Po aresztowaniu i ucieczce dotarł w grudniu do Francji, gdzie został skierowany do Polskich Sił Powietrznych w Lyonie. Służył w Grupie Szkoleniowej w Rennes. W czerwcu 1940 roku został ewakuowany do Wielkiej Brytanii, gdzie otrzymał numer służbowy P-0069 i został przydzielony do dywizjonu 305. Za służbę w tym dywizjonie został trzykrotnie odznaczony Krzyżem Walecznych.
Zgłosił się do służby w kraju. Po przeszkoleniu w zakresie lotnictwa i dywersji został zaprzysiężony 7 kwietnia 1942 roku w Oddziale VI Sztabu Naczelnego Wodza. Zrzutu dokonano w nocy z 3 na 4 września 1942 roku a ramach akcji „Rheumatism” dowodzonej przez kpt. naw. Stanisława Króla (zrzut na placówkę odbiorczą „Ugór” w rejonie wsi Łyszkowice). Policiewicz był emisariuszem Naczelnego Wodza do komendanta Armii Krajowej z zadaniami w zakresie lotnictwa, baz, lotnisk, lądowisk, oddziałów lotniskowych, wywiadu lotniczego i służby meteo. W październiku dostał przydział do referatu organizacyjnego Wydziału Lotnictwa Oddziału III Operacyjnego sztabu Komendy Głównej AK, początkowo na stanowisko pomocnika kierownika, a od stycznia 1943 roku – kierownika referatu. Pracował na tym stanowisku do czerwca 1943 roku. 1 lipca został odkomenderowany do referatu lotniczego Oddziału IV Kwatermistrzowskiego Obszaru Lwowskiego AK, gdzie przybył dopiero w październiku. Od 27 października był p.o. kierownika referatu, a od 15 marca albo 15 czerwca był zastępcą kierownika referatu. 1 lipca został zwolniony z funkcji. Pod koniec października został wcielony do ludowego Wojska Polskiego.
W okresie 1945–1955 na przemian ujawniał się (w lutym 1945 roku, w październiku 1945 roku) i ukrywał się (do lutego 1945 roku, 1948–1955), będąc zagrożonym aresztowaniem przez UB.
Pracował przez krótki okres w 1948 roku jako zaopatrzeniowiec w Ministerstwie Spraw Zagranicznych. Od maja 1955 roku pracował jako kierownik wydziału w Wojewódzkim Związku Spółdzielczości Pracy, od stycznia 1957 roku – jako kierownik w Rozlewni Piwa i Wytwórni Wód Gazowanych, od 1961 roku w warszawskim Zakładzie Robót Hydrologicznych Przedsiębiorstwa Hydrologicznego Rolnictwa, od 1963 roku w Przedsiębiorstwie Zaopatrzenia Rolnictwa w Wodę, a od 1964 roku Zakładach Wyrobów Gumowych i z Tworzyw Sztucznych Przemysłu Terenowego. Zmarł w 1965 roku. Pochowany na cmentarzu Powązkowskim (kwatera 209-3-30).

## Awanse
- podporucznik – ze starszeństwem z dniem 15 sierpnia 1933 roku
- porucznik – ze starszeństwem z dniem 19 marca 1938 roku
- kapitan – ze starszeństwem z dniem 4 września 1942 roku.

## Odznaczenia
- Krzyż Srebrny Orderu Virtuti Militari[7]
- Krzyż Walecznych – czterokrotnie[4]
- Medal Lotniczy – czterokrotnie

## Życie rodzinne
Był synem Stanisława, rolnika i gajowego, i Anastazji Popławskiej. Ożenił się w 1936 roku z Janiną Plewińską (1911–2005). Mieli dwóch synów: Zbigniewa (ur. w 1940 roku) i Ryszarda (ur. w 1947 roku).
Po śmierci został pochowany na cmentarzu Powązkowskim (kwatera 209-3-30).